# Нейронна машина Тюрінга
Нейро́нні маши́ни Тю́рінга (НМТ, англ. Neural Turing machines, NTMs) поєднують можливості нечіткого зіставлення зі зразками нейронних мереж з алгоритмічною потужністю програмованих комп'ютерів. НМТ має нейромережевий контролер, зв'язаний з ресурсами зовнішньої пам'яті, з якими він взаємодіє за допомогою процесів зосередження уваги. Взаємодія з пам'яттю є диференційовною з краю в край, що уможливлює оптимізацію за допомогою градієнтного спуску. НМТ з контролером на основі мережі довгої короткочасної пам'яті (ДКЧП) може виводити прості алгоритми, такі як копіювання, впорядкування та асоціативне пригадування на основі зразків входу та виходу.
Вони можуть виводити алгоритми з самих лише прикладів входів та виходів.
Диференційовні нейрокомп'ютери є результатом розвитку нейронних машин Тюрінга, з механізмами зосередження уваги, які керують активністю пам'яті, та покращеною продуктивністю.